# Pointe du Grand Gouin
Pointe du Grand Gouin (Bretons: poent ar Gouin Bras) is een rotsachtige kaap met verticale kliffen ten westen van de inham van Camaret-sur-Mer in het Franse departement Finistère in Bretagne. Het beschermt een haven die in de tijd van Vauban kwetsbaar was voor mogelijke landingen. Het is verdeeld in de Grand Gouin (de top van de klif) en de Petit Gouin (midden van de klif).

## Grand Gouin
In 1693 begon Vauban met het organiseren van de verdediging van Brest met batterijen en versterkingen langs de hele Camaretbaai, van de Pointe du Gouin tot de Quélernlinies (Lodewijk XIV van Frankrijk was gewaarschuwd voor een Engels-Nederlandse aanval in het gebied, maar kende de precieze landingsplaats niet). In 1695 werd er een mortierbatterij opgezet op de Grand Gouin, waarvan de locatie nu onbekend is. Deze mortierbatterijen konden op de inham van Cameret worden gericht en kruisten hun schootsveld met die van Tremet. Bovendien konden ze de Goulet de Brest bestrijken om een naderende vijand af te schrikken.
De Duitsers bouwden hier tussen 1942 en 1943 een platform voor vier 220mm Schneider kanonnen op een nieuwe locatie, bekend als de Camaret batterij en bemand door de 1/1274 HKAA (Heeres-Küsten-Artillerie-Abteilung). Deze had een bereik van 22 km en vormde de belangrijkste kustverdediging voor het schiereiland Crozon. Het bestond uit vier batterijen (elk één kanon), elk vergezeld van vier bunkers, evenals een vuurgeleidingspunt en veel luchtafweergeschut.

## Petit Gouin
Hier werd in 1813 een batterij gebouwd die in 1859 (tijdens de versterking van de kustverdediging die in 1841 begon) werd gereorganiseerd tot een model-redoute (type 1846, nummer twee). In 1941 voegden de Duitsers 2 barakkenkazematten toe op een platform, beide bewapend met nabijgelegen 105 mm kanonnen. Er is ook een ondergronds magazijn op de locatie.